# Чемпіонат світу з біатлону 2011
47-й чемпіонат світу з біатлону проходив у Ханти-Мансійську, Росія, з 3 березня по 13 березня 2011 року.
До програми чемпіонату входило 11 змагань із окремих дисциплін: спринту, переслідування, індивідуальної гонки, мас-старту та естафет — жіночої, чоловічої і змішаної. Результати всіх гонок враховувалися в залік Кубка світу з біатлону 2010-11.

## Розклад

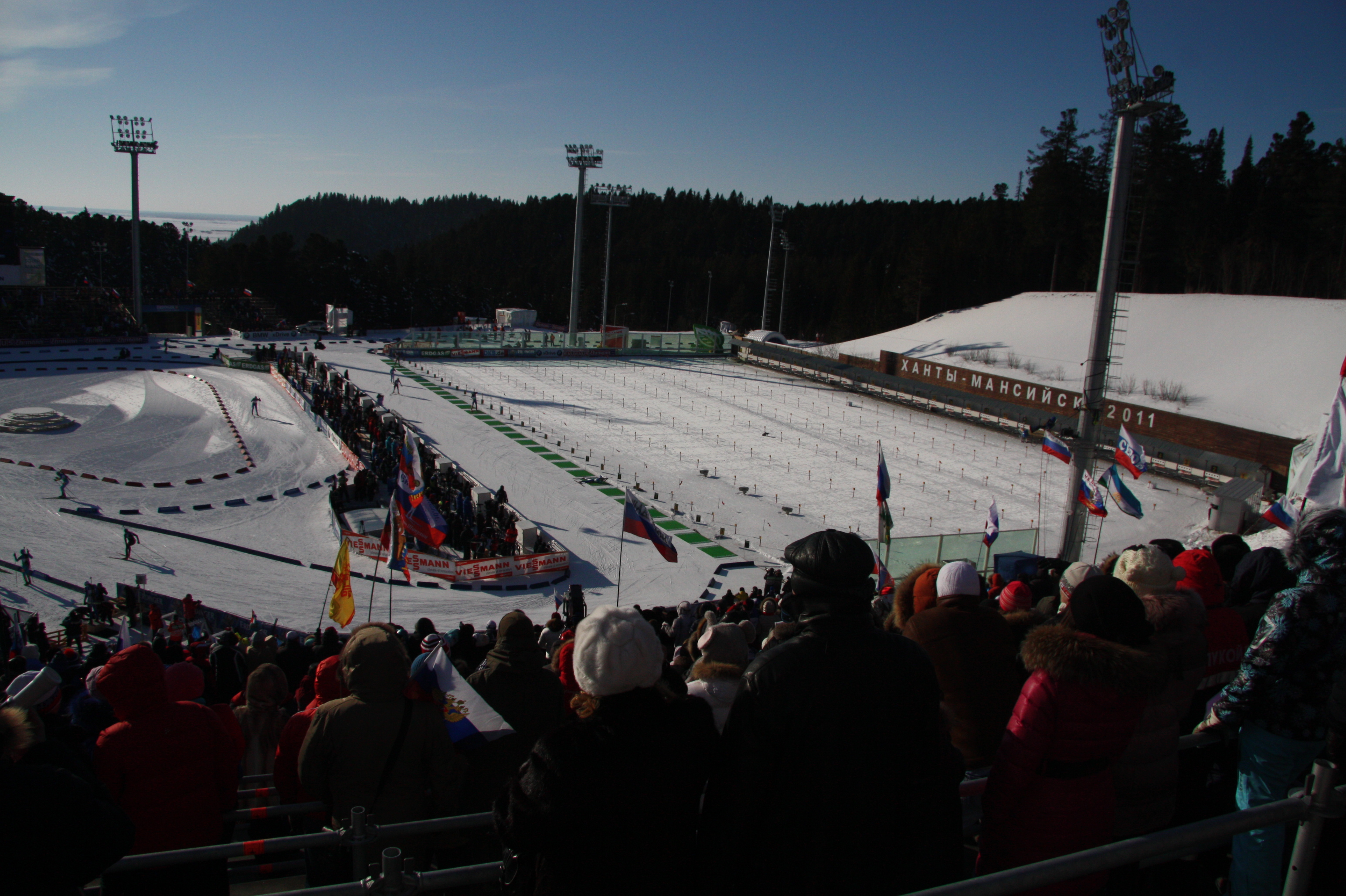
Стадіон в Ханти-Мансійську де проходив чемпіонат світу

У таблиці наведено попередній розклад змагань. Час подано за UTC+5.
| Дата       | Час           | Чоловіки         | Жінки            |
| ---------- | ------------- | ---------------- | ---------------- |
| 3 березня  | 16:30         | змішана естафета | змішана естафета |
| 5 березня  | 14:00 / 18:00 | спринт           | спринт           |
| 6 березня  | 14:00 / 16:30 | персьют          | персьют          |
| 8 березня  | 17:15         | індивідуальна    |                  |
| 9 березня  | 17:15         |                  | індивідуальна    |
| 11 березня | 18:00         | естафета         |                  |
| 12 березня | 18:30 / 16:30 | мас-старт        | мас-старт        |
| 13 березня | 15:00         |                  | естафета         |

## Країни-учасниці
У чемпіонаті світу взяли участь біатлоністи із 40 країн.
| - Андорра - Аргентина - Австралія - Австрія - Білорусь - Боснія і Герцеговина - Болгарія - Канада - КНР - Хорватія - Чехія - Естонія - Фінляндія - Франція | - Німеччина - Велика Британія - Гренландія - Угорщина - Італія - Японія - Казахстан - Латвія - Литва - Північна Македонія - Молдова - Нова Зеландія - Норвегія - Польща | - Румунія - Росія - Сербія - Словаччина - Словенія - Південна Корея - Іспанія - Швеція - Швейцарія - Туреччина - Україна - США |

## Медалісти та призери

### Чоловіки
| Гонка:                     | Золото:                                                                    | Час               | Срібло:                                                        | Час               | Бронза:                                                                   | Час               |
| Індивідуальна гонка, 20 км | Тар'єй Бо Норвегія                                                         | 48:29.9 (0+0+1+0) | Максим Максимов Росія                                          | 49:09.9 (0+0+0+0) | Крістоф Зуманн Австрія                                                    | 49:15.4 (0+0+0+1) |
| Спринт 10 км               | Арнд Пайффер Німеччина                                                     | 24:34.0           | Мартен Фуркад Франція                                          | +13.0             | Тар'єй Бо Норвегія                                                        | +24.2             |
| Персьют 12,5 км            | Мартен Фуркад Франція                                                      | 33:02.6 (0+1+2+0) | Еміль Хегле Свендсен Норвегія                                  | 33:06.4 (0+0+1+1) | Тар'єй Бо Норвегія                                                        | 33:07.8 (0+0+1+1) |
| Мас-старт 15 км            | Еміль Хегле Свендсен Норвегія                                              | 38:42.7 (0+0+0+0) | Євген Устюгов Росія                                            | 38:47.7 (0+0+0+1) | Лукас Гофер Італія                                                        | 38:57.0 (0+0+0+1) |
| Естафета 4 x 7,5 км        | Норвегія Уле-Ейнар Б'єрндален Александер Ус Еміль Хегле Свендсен Тар'єй Бо | 1:16:13.5         | Росія Антон Шипулін Євген Устюгов Максим Максимов Іван Черезов | 1:16:26.9         | Україна Олександр Біланенко Андрій Дериземля Сергій Семенов Сергій Седнєв | 1:16:41.5         |

### Жінки
| Гонка:              | Золото:                                                               | Час               | Срібло:                                                  | Час               | Бронза:                                                                 | Час               |
| Індивідуальна 15 км | Гелена Екгольм Швеція                                                 | 47:08.3 (0+0+0+0) | Тіна Бахманн Німеччина                                   | 49:24.1 (0+2+0+0) | Віта Семеренко Україна                                                  | 50:00.4 (1+0+0+2) |
| Спринт 7,5 км       | Маґдалена Нойнер                                                      | 20:31.2           | Кайса Мякяряйнен                                         | +12.2             | Анастасія Кузьміна                                                      | +40.0             |
| Персьют 10 км       | Кайса Мякяряйнен Фінляндія                                            | 20:31.2 (0+0+0+0) | Маґдалена Нойнер Німеччина                               | 20:43.4 (0+0+0+2) | Гелена Екгольм Швеція                                                   | 21:11.2 (0+0+0+0) |
| Мас-старт 12,5 км   | Маґдалена Нойнер Німеччина                                            | 36:48.5 (0+1+2+1) | Дарія Домрачова Білорусь                                 | 36:53.3 (2+1+0+0) | Тура Бергер Норвегія                                                    | 37:02.5 (2+1+0+0) |
| Естафета 4 x 6 км   | Німеччина Андреа Генкель Міріам Гесснер Тіна Бахманн Маґдалена Нойнер | 1:13:31.1         | Франція Анаїс Бескон Марі Лор Брюне Софі Буаї Марі Дорен | 1:14:18.3         | Білорусь Надія Скардіно Дарія Домрачова Надія Писарєва Людмила Калінчик |                   |

### Змішана естафета
| Гонка:                                 | Золото:                                                                  | Час       | Срібло:                                                              | Час       | Бронза:                                                    | Час       |
| Змішана естафета 2 x 6 км + 2 x 7,5 км | Норвегія Тура Бергер Анн Крістін Флатланд Уле-Ейнар Б'єрндален Тар'єй Бо | 1:14:22.5 | Німеччина Андреа Хенкель Маґдалена Нойнер Арнд Пайффер Міхаель Грайс | 1:14:45.4 | Франція Марі-Лор Брюне Марі Дорен Алексі Беф Мартен Фуркад | 1:15:38.7 |

## Таблиця медалей
| Місце  | Країна     | Золото | Срібло | Бронза | Загалом |
| ------ | ---------- | ------ | ------ | ------ | ------- |
| 1      | Німеччина  | 4      | 3      | 0      | 7       |
| 1      | Норвегія   | 4      | 1      | 3      | 8       |
| 3      | Франція    | 1      | 2      | 1      | 4       |
| 4      | Фінляндія  | 1      | 1      | 0      | 2       |
| 5      | Швеція     | 1      | 0      | 1      | 2       |
| 6      | Росія      | 0      | 3      | 0      | 3       |
| 7      | Білорусь   | 0      | 1      | 0      | 1       |
| 8      | Україна    | 0      | 0      | 2      | 2       |
| 9      | Австрія    | 0      | 0      | 1      | 1       |
| 9      | Словаччина | 0      | 0      | 1      | 1       |
| 9      | Італія     | 0      | 0      | 1      | 1       |
| Всього | Всього     | 11     | 11     | 11     | 33      |

## Скандал
Виступ української збірної був позначений допінговим скандалом. Допінг-проба Оксани Хвостенко, взята після естафетної гонки, що відбулася в березні 2011 року, дала позитивний результат на вміст стимулятора ефедрину, забороненого в період змагань. IBU визнав українку винною у вживанні допінгу і дискваліфікував Хвостенко на один рік — до 12 березня 2012 року. А також через це біатлоністок збірної України позбавлено срібних медалей, завойованих в естафетній гонці на чемпіонаті світу 2011 року в Ханти-Мансійську.
Рішення IBU позбавити Україну срібних медалей вплинуло на загальний залік Кубка націй. У ньому українська команда опустилася з четвертого на шосте місце, пропустивши вперед Францію і Норвегію. Це означає, що в жіночих змаганнях Кубка світу збірна Норвегії зможе виставляти по шість біатлоністок, тоді як українська команда — тільки по п'ять. Крім того, збірна України повинна буде повернути IBU срібні медалі і призові гроші.

## Виноски
1. ↑  Чемпіони світу з біатлону
2. ↑  Archive for the ‘Participating countries’ Category. Архів оригіналу за 17 липня 2011. Процитовано 3 березня 2011. [Архівовано 2011-07-17 у Wayback Machine.]
3. ↑  Decision in Khvostenko case now final, France receives WCH Relay Silver. Архів оригіналу за 1 жовтня 2011. Процитовано 6 вересня 2011.